# Gütlicher Vertrag
Der Gütliche Vertrag wurde am 23. November 1795 in Gossau zwischen der Fürstabtei St. Gallen und den Untertanen der Alten Landschaft beschworen. Fürstabt Beda Angehrn verfügte darin die Abschaffung der Leibeigenschaft gegen den Widerstand eines Teils des Stiftskapitels.

## Geschichte
In der Folge der Französischen Revolution kam es in der Alten Landschaft (auch «Fürstenland» genannt, Rorschach, St. Fiden, Gossau und Wil umfassend) der Fürstabtei zu einer Freiheitsbewegung. Der Konflikt wurde mit der feierlichen Beschwörung des Gütlichen Vertrags auf der Landsgemeinde in Gossau beigelegt. Fürstabt Angehrn verfügte im Vertrag die Abschaffung der Leibeigenschaft und der mit ihr verbundenen Abgaben. Ferner trat Angehrn wichtige obrigkeitliche Rechte an die Gemeinden ab. Dazu gehörten die Wahl der Richter und die faktische Übernahme der militärischen Gewalt.
Im folgenden Jahr gewährte Fürstabt Pankraz Vorster der Alten Landschaft ein eigenes Siegel. Die Wahl eines eigenen Landrats folgte. Das Kapitel des Klosters St. Gallen entliess am 4. Februar 1798 das Gebiet in die Unabhängigkeit. Einzelne klösterliche Rechte mussten jedoch gewahrt bleiben. Zehn Tage später konstituierte die Landsgemeinde in Gossau die «Freie Republik der Landschaft St. Gallen». Als Gossau die Helvetische Verfassung am 3. Mai annahm und die anderen Gemeinden folgten, bedeutete dies das schnelle Ende der Freien Republik.
Am 6. Mai erreichten französische Truppen das Gebiet, sechs Tage später wurde der Kanton Säntis konstituiert und das Territorium der Alten Landschaft kam zum Kanton. Der Gütliche Vertrag war «ein erster Schritt» dieser Neuregelung der politischen Verhältnisse in der Ostschweiz. Die Freiheitsbewegung in der Alten Landschaft wird auch mit dem Begriff des Harten- und Lindenhandels bezeichnet.

## Belege
1. 1 2 3  Werner Vogler: Gütlicher Vertrag. In: Historisches Lexikon der Schweiz.  8. März 2006.
2. 1 2  Werner Vogler: Alte Landschaft SG. Fürstenland. In: Historisches Lexikon der Schweiz.  5. Juni 2001.
3. ↑  Renato Morosoli, Kaspar Michel: Harten- und Lindenhandel. In: Historisches Lexikon der Schweiz.  14. Oktober 2009.